# Bai Lu

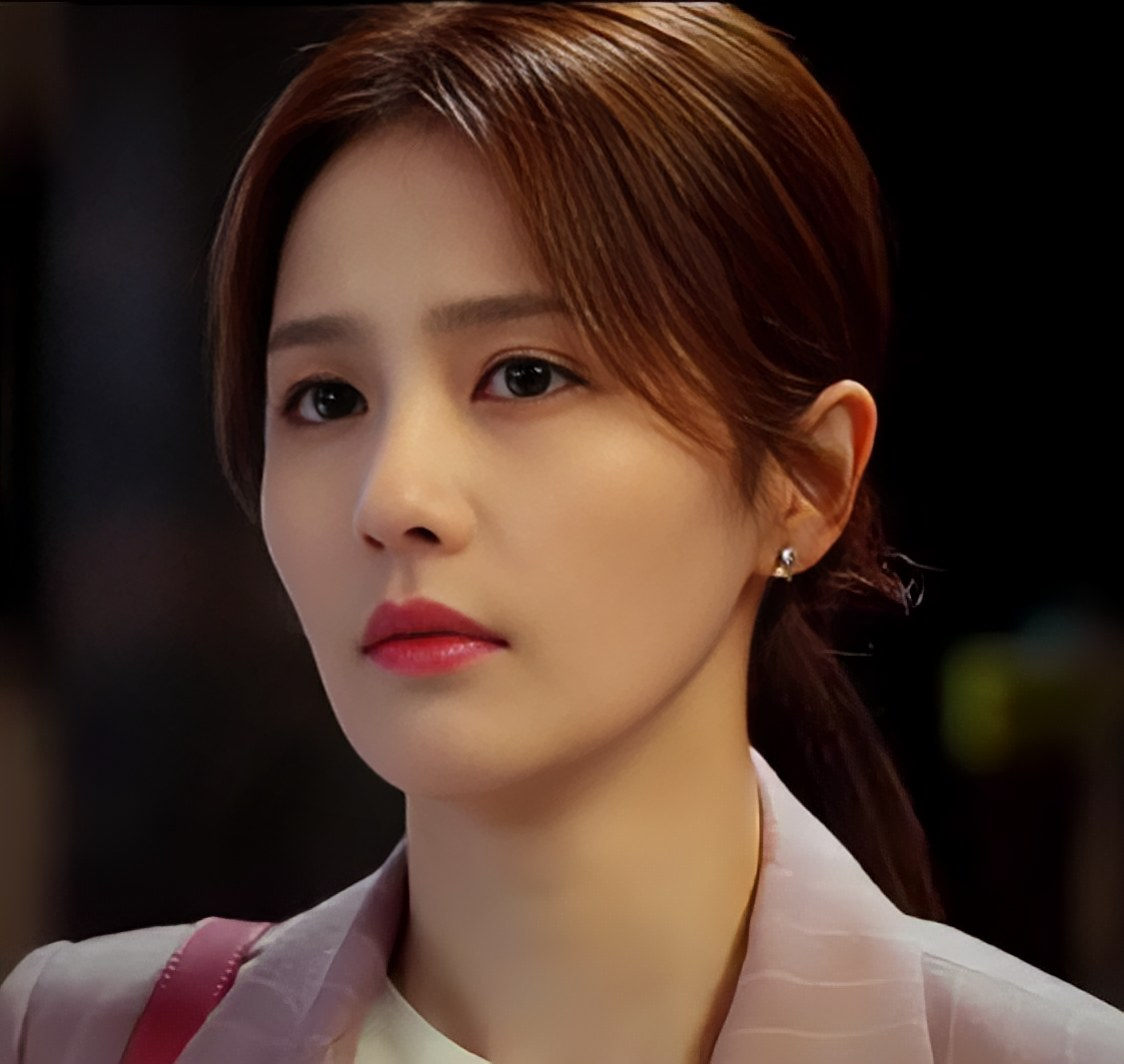

Bai Lu (白鹿T, 白鹿S, Bái LùP, Pai LuW), pseudonimo di Bai Mengyan (白夢妍T, 白梦妍S, Bái MèngyánP, Pai MengyenW) (Changzhou, 23 settembre 1994), è un'attrice cinese.

## Biografia
Bai Lu nasce con nome Bai Mengyan il 23 settembre 1994 a Changzhou, dove frequenta le scuole, diplomandosi all'istituto tecnico locale. Nel 2012 partecipa alle audizioni per l'etichetta sudcoreana SM Entertainment a Shanghai, ma non le passa, dopodiché diventa una modella. A luglio 2016 appare nel video musicale di Message di Lu Hu e firma un contratto con la Joy Entertainment, mentre a settembre entra nel cast della serie storica Zhao Ge. Ad agosto 2017 ricopre il suo primo ruolo da protagonista in Dawang bu rongyi, per il quale vince il premio Miglior nuova attrice in una serie televisiva ai Tencent Star Awards, e in seguito è impegnata con le riprese di Feng qiu huang, dove recita nel doppio ruolo del generale Huo Xuan e della concubina Le Yun. L'interpretazione le vale il riconoscimento di Miglior esordiente all'iQiyi All-Star Carnival. Nel 2019 interpreta la protagonista in tre serie televisive, lo storico-fantasy Zhaoyao, il period drama Liehuo junxiao e la commedia romantica Shijie gian wo yige chulian. Seguono altri ruoli principali, come quello nella fiction Xiyou ji nu'er guo.

## Filmografia

### Cinema
- Yujian ni zheme meihao de shiqing (遇见你这么美好的事情S, Yùjiàn nǐ zhème měihǎo de shìqíngP), regia di Yuan Shuang – cortometraggio (2015)
- Shijie shang meiyou suowei de wanxiao, wanxiao dou you renzhen de chengfen (世界上没有所谓的玩笑，玩笑都有认真的成分S, Shìjiè shàng méiyǒu suǒwèi de wánxiào, wánxiào dōu yǒu rènzhēn de chéngfènP), regia di Yuan Shuang – cortometraggio (2015)
- Zhege dongtian, ni lian'aile ma (这个冬天，你恋爱了吗S, Zhège dōngtiān, nǐ liàn'àile maP), regia di Yuan Shuang – cortometraggio (2016)
- Ni hai yao wo zenyang (你还要我怎样S, Nǐ hái yào wǒ zěnyàngP), regia di Yuan Shuang – cortometraggio (2016)

### Televisione
- Dawang bu rongyi (大王不容易S, Dàwáng bù róngyìP) – serie TV, 20 episodi (2017)
- Feng qiu huang (凤囚凰S, Fèng qiú huángP) – serie TV, 39 episodi (2018)
- Zhaoyao (招摇S, ZhāoyáoP) – serie TV, 55 episodi (2019)
- Liehuo junxiao (烈火军校S, Lièhuǒ jūnxiàoP) – serie TV, 50 episodi (2019)
- Shijie qian wo yige chulian (世界欠我一个初恋S, Shìjiè qiàn wǒ yīgè chūliànP) – serie TV, 24 episodi (2019)
- Ban shi mi tang ban shi shang (半是蜜糖半是伤S, Bàn shì mì táng bàn shì shāngP) – serie TV, 36 episodi (2020)
- Jiu liu bazhu (九流霸主S, Jiǔ liú bàzhǔP) – serie TV, 48 episodi (2020)
- Yulou chun (玉楼春S, Yùlóu chūnP) – serie TV (2021)
- Zhou sheng rugu (周生如故T, Zhōu shēng rúgùP) – serie TV, 24 episodi (2021)
- Yisheng yishi (一生一世S, Yīshēng yīshìP) – serie TV, 30 episodi (2021)
- Wangpai budui (王牌部队S, Wángpái bùduìP) – serie TV (2021)
- Jingcha rongyu (警察荣誉S, Jǐngchá róngyùP) – serie TV (2022)

## Discografia

### Colonne sonore
- 2017 – Subordinate Takes Orders (per la colonna sonora di Dawang bu rongyi)[13]
- 2018 – A Tale of Two Phoenixes (per la colonna sonora di Feng qiu huang)[14]
- 2019 – Entering a Dream (per la colonna sonora di Liehuo junxiao feat. Xu Kai)[15]
- 2019 – Want to Be with You (per la colonna sonora di Shijie qian wo yige chulian)[16]
- 2021 – The Purple Hairpin (per la colonna sonora di Yulou chun)
- 2021 – Heartbeat (per la colonna sonora di Yisheng yishi)

### Singoli
- 2021 – My Sugar
- 2022 – Floating Universe[17]
- 2022 – Did You See a Little Deer[18]

## Riconoscimenti
- Golden Bud – The Fourth Network Film And Television Festival
  - 2019 – Candidatura Miglior attrice per Zhaoyao, Liehuo junxiao e Shijie qian wo yige chulian[19]
- Huading Awards
  - 2021 – Miglior attrice per Zhou sheng rugu[20]
- iQiyi All-Star Carnival
  - 2018 – Miglior esordiente per Feng qiu huang[8]
  - 2019 – Attrice televisiva più popolare[21]
- iQiyi Scream Night
  - 2021 – Attrice popolare dell'anno per Ban shi mi tang ban shi shang[22]
- Jinri Toutiao Awards Ceremony
  - 2019 – Nuova celebrità femminile dell'anno[23]
- StarHub Night of Stars
  - 2019 – Attrice più promettente per Liehuo junxiao[24]
- Tencent Star Awards
  - 2017 – Miglior nuova attrice in una serie televisiva per Dawang bu rongyi[6]
- The Actors of China Award Ceremony
  - 2019 – Candidatura Miglior attrice in una webserie per Liehuo junxiao[25]
- Wen Rong Awards
  - 2021 – Miglior attrice giovanile per Yisheng yishi[26]